# VTJ Dukla Jičín
Vojenská tělovýchovná jednota Dukla Jičín byl český fotbalový klub z Jičína, který se nachází v Královéhradeckém kraji.
Založen byl v roce 1963 po převelení družstev Dukly Kostelce nad Orlicí do Jičína. V roce 1968 klub dosáhl svého největšího úspěchu, poté co se mu povedlo z Divize postoupit do 2. nejvyšší soutěže. Ve 2. lize setrval jen jednu sezónu a sestoupil do nově utvořené 3. ligy. V ní hrál klub ve skupině B a skončil na posledním nesestupovém místě. Zanikl sloučením do FC VTJ Milíčeves a VTJ Kostelec nad Orlicí.

## Historické názvy
Zdroj: 
- 1963 – VTJ Dukla Jičín (Vojenská tělovýchovná jednota Dukla Jičín)
- 1976 – VTJ Jičín (Vojenská tělovýchovná jednota Jičín)
- 19?? – fúze s FC VTJ Milíčeves a VTJ Kostelec nad Orlicí ⇒ zánik

## Umístění v jednotlivých sezonách
Zdroj: 
Legenda: Z – zápasy, V – výhry, R – remízy, P – porážky, VG – vstřelené góly, OG – obdržené góly, +/- – rozdíl skóre, B – body, červené podbarvení – sestup, zelené podbarvení – postup, fialové podbarvení – reorganizace, změna skupiny či soutěže
| Československo (1962 – 1980) |                              |        |    |     |     |     |     |     |     |    |        |
| Sezóny                       | Liga                         | Úroveň | Z  | V   | R   | P   | VG  | OG  | +/− | B  | Pozice |
| 1962/63                      | Východočeský krajský přebor  | 3      | 26 | 13  | 4   | 9   | 55  | 47  | +8  | 30 | 4.     |
| 1963/64                      | Východočeský krajský přebor  | 3      | 26 | 9   | 7   | 10  | 40  | 43  | −3  | 25 | 9.     |
| 1964/65                      | Východočeský krajský přebor  | 3      | 26 | 7   | 6   | 13  | 28  | 46  | −18 | 20 | 11.    |
| 1965/66                      | Východočeský oblastní přebor | 4      | 22 | 9   | 2   | 11  | 29  | 31  | −2  | 20 | 7.     |
| 1966/67                      | Východočeský oblastní přebor | 4      | 22 | 14  | 7   | 1   | 53  | 23  | +30 | 35 | 1.     |
| 1967/68                      | Divize C                     | 3      | 26 | 14  | 4   | 8   | 48  | 35  | +13 | 32 | 1.     |
| 1968/69                      | II. liga – sk. A             | 2      | 26 | 2   | 2   | 22  | 17  | 75  | −58 | 6  | 14.    |
| 1969/70                      | III. liga – sk. B            | 3      | 30 | 10  | 6   | 14  | 31  | 36  | −5  | 26 | 14.    |
| 1970/71                      | Divize C                     | 4      | 26 | 7   | 11  | 8   | 35  | 36  | −1  | 25 | 8.     |
| 1971/72                      | Divize C                     | 4      | 26 | 13  | 3   | 10  | 44  | 33  | +11 | 29 | 2.     |
| 1972/73                      | Divize C                     | 4      | 26 | 17  | 4   | 5   | 49  | 26  | +23 | 38 | 1.     |
| 1973/74                      | III. liga – sk. B            | 3      | 30 | 4   | 6   | 19  | 17  | 57  | −40 | 14 | 16.    |
| 1974/75                      | Divize C                     | 4      | 26 | 7   | 6   | 13  | 22  | 40  | −18 | 20 | 13.    |
| 1975/76                      | Východočeský krajský přebor  | 5      | 26 | 8   | 8   | 10  | 33  | 33  | 0   | 24 | 8.     |
| 1976/77                      | Východočeský krajský přebor  | 5      | 26 | 12  | 4   | 10  | 34  | 31  | +3  | 28 | 5.     |
| 1977/78                      | Východočeský krajský přebor  | 4      | 26 | ... | ... | ... | ... | ... | ... |    |        |
| 1978/79                      | Východočeský krajský přebor  | 4      | 26 | 9   | 8   | 9   | 36  | 36  | 0   | 26 | 8.     |
| 1979/80                      | Východočeský krajský přebor  | 4      | 26 | 9   | 6   | 11  | 27  | 34  | −7  | 24 | 10.    |